# Prueba de Selección Universitaria
Der Prueba de Selección Universitaria [ˈpɾweβ̞a de selekˈθi̯on uniβ̞eɾsiˈtaɾja] (PSU, span. „universitärer Auswahltest“) ist der Zulassungstest, mit dem chilenische Universitäten ihre Studenten auswählen.

## Herkunft und Ziele
Der PSU wurde im Jahr 2003 als Übergangslösung eingeführt. Ursprünglich sollte das Sistema de Ingreso a la Educación Superior (SIES, span. „Zugangssystem zur höheren Bildung“) den bis dahin verwendeten Prueba de Aptitud Académica (PAA, span. „akademischer Eignungstest“) ersetzen. Als dessen Einführung scheiterte, trat kurzfristig der PSU an seine Stelle. Das SIES sollte den PSU bereits 2007 ersetzen, ist aber bis heute nicht implementiert.
Im Gegensatz zum alten PAA, der versuchte, Eignung und Talent zu beurteilen, misst der PSU die Kenntnisse der Bewerber. Die Vorbereitung auf den PSU läuft daher nicht auf das mechanische Einüben vorhersehbarer Aufgaben, sondern auf das Erlernen neuen und das Vertiefen alten Wissens hinaus. Der Prüfinhalt der PSU ändert sich von Jahr zu Jahr mit dem Lehrstoff der chilenischen Schulen.
Obwohl auch die vorhergehenden schulischen Leistungen betrachtet werden und einige Fächer wie Psychologie, Architektur und Theaterwissenschaft eigene Zugangsprüfungen verlangen, ist der PSU an öffentlichen Universitäten das vorherrschende Auswahlverfahren – umso mehr, da in den letzten Jahren die Aussagekraft der Schulnoten gesunken ist. Privatuniversitäten setzen jedoch nach wie vor vorrangig auf eigene Prüfverfahren.

## Form und Auswertung
Der PSU setzt sich aus vier Einzelprüfungen zusammen, die an zwei aufeinanderfolgenden Tagen abgelegt werden. Zwei der Teilprüfungen – Sprache und Kommunikation und Mathematik – sind für alle Studienbewerber verbindlich. Ob die verbleibenden Teile Geschichte und Sozialwissenschaften und Naturwissenschaften abgelegt werden müssen, hängt vom angestrebten Studiengang ab. Die Teilprüfung über die Naturwissenschaften setzt sich aus zwei Modulen zusammen; eines davon ist fest vorgegeben, das andere umfasst je nach Studienziel Biologie, Physik oder Chemie.
Ebenso wie der PAA ist der PSU ein Multiple-Choice-Test. Die Bewerber markieren mit einem speziellen Bleistift die zutreffenden der fünf vorgegebenen Antwortmöglichkeiten. Der Test wird maschinell ausgewertet, jede richtige Antwort ergibt einen Punkt, für jeweils vier falsche Antworten wird ein Punkt abgezogen. Die Punktezahlen werden auf eine Skala übertragen, die einer Normalverteilung folgt. Die endgültigen Punktwerte bewegen sich im Bereich von 150 bis 850 Punkte.
Das PSU-Ergebnis wird mit einer von der jeweiligen Universität bestimmten Gewichtung mit dem Schulnotendurchschnitt verrechnet. Dann werden die Testergebnisse aller Bewerber für einen Studiengang werden nach absteigender Punktzahl angeordnet und von oben herab Zusagen erteilt, bis das Kontingent des Studiengangs erschöpft ist.

## Zulassungsprozess
Wegen der großen Bedeutung des PSUs ist der Zulassungsprozess zu chilenischen Universitäten im allgemeinen Sprachgebrauch als la PSU bekannt, obwohl er formal Proceso de Admisión a las Universidades Chilenas heißt.
Der Zulassungsprozess enthält neben der Prüfung selbst auch die Auswahl der Studenten. Er beginnt mit der Einschreibung zum PSU, der im Mai und August abgelegt wird, und der Bekanntmachung der Studiengänge und ihrer Anforderungen und zur Orientierung der Punktzahlen des vergangenen Semesters. Später folgt die Saalbelegung, der Test an sich, die Ergebnisverkündung und die Immatrikulation der zugelassenen Bewerber. Springen Bewerber trotz bestandener Prüfung ab, folgt eine zweite Immatrikulationsrunde, in der Bewerber mit schlechterem Ergebnis nachrücken.
In den letzten Jahren wurde der Zulassungsprozess weitestgehend automatisiert, so dass heute alle Teile der Anmeldung und Ergebnisverkündung über das Internet abgewickelt werden. Wartezeiten wurden durch diese Vorgehensweise erheblich verkürzt.